# Amphixystis crobylora
Amphixystis crobylora är en fjärilsart som beskrevs av Edward Meyrick 1911. Amphixystis crobylora ingår i släktet Amphixystis och familjen äkta malar.
Artens utbredningsområde är Seychellerna. Inga underarter finns listade i Catalogue of Life.